# Aster
El género Aster incluye alrededor de 600 especies de plantas florales de la familia Asteraceae  Muchas de las especies son utilizadas en jardinería por sus vistosas flores con diferentes tonos, como morado, azul, rosa y blanco. Comprende  2338 especies descritas, de las cuales solo 214 han sido aceptadas. Tiene una distribución cosmopolita en las regiones templadas.

## Descripción
Son hierbas perennes o anuales, raramente arbustos, subarbustos o trepadoras escandentes; con varios tallos, generalmente surgiendo de un cáudice bien desarrollado o de rizomas, raramente con raíces axonomorfas. Hojas alternas. Capitulescencias solitarias y terminales o variadamente corimbosas o paniculadas, con pocos a numerosos capítulos; capítulos heterógamos y radiados o radios ausentes; involucros turbinados a hemisféricos; filarias en 3–8 series, imbricadas a subimbricadas; las series exteriores frecuentemente laxas y foliáceas; flósculos del radio pistilados, fértiles; las lígulas relativamente pocas (5–34) y conspicuas (excepto A. subulatus), lilas o blancas; flósculos del disco numerosos, perfectos, amarillos. Aquenios fusiformes a angostamente obpiramidales, 4 o 5 nervios; vilano de numerosas cerdas ciliadas en un solo verticilo.

## Taxonomía

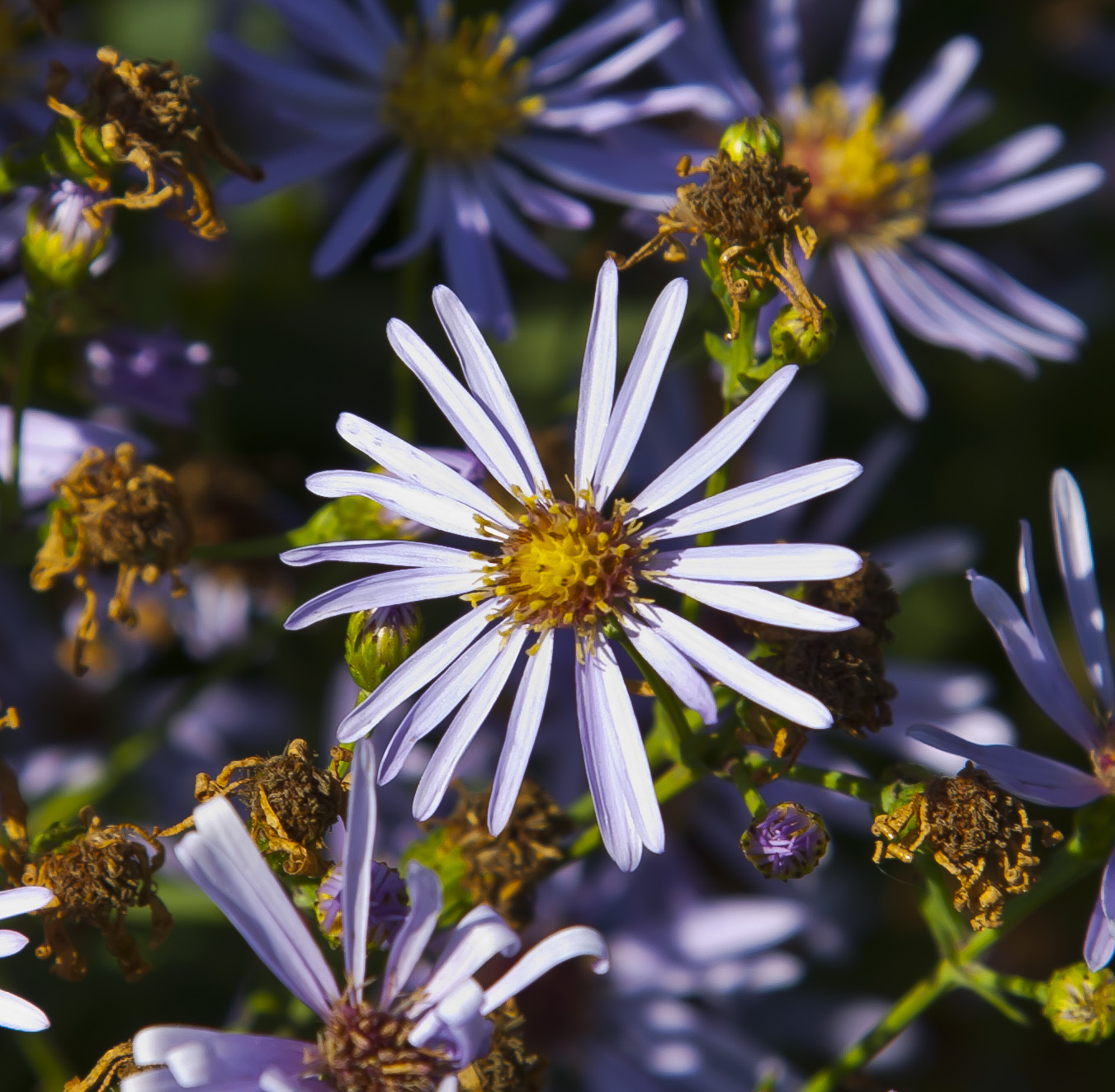
Ejemplar de Aster laevis.

El género fue descrito por Carlos Linneo y publicado en Species Plantarum 2: 872–877. 1753.
Etimología
Aster: nombre genérico que deriva de (ἀστήρ), término griego que significa "estrella", hace referencia a la forma de la cabeza floral.
Algunas especies comunes son:
- Aster alpinus
- Aster amellus (aster italiano)
- Aster cordifolius (aster azul)
- Aster divaricatus (aster blanco)
- Aster ericoides
- Aster laevis
- Aster lateriflorus
- Aster novae-angliae (aster de Nueva Inglaterra)
- Aster novi-belgii (aster de Nueva York )
- Aster pilosus
- Aster pringlei
- Aster sedifolius
- Aster sibericus
- Aster tataricus
- Aster tonglensis
- Aster tripolium[4]

## Sinonimia
El género Aster se ha reducido a las especies del Viejo Mundo. Las otras especies han sido reclasificadas como  Almutaster, Canadanthus, Doellingeria, Eucephalus, Eurybia, Ionactis, Oligoneuron, Oreostemma, Sericocarpus y Symphyotrichum.